# Sacoila duseniana
Sacoila duseniana är en orkidéart som först beskrevs av Friedrich Fritz Wilhelm Ludwig Kraenzlin, och fick sitt nu gällande namn av Leslie Andrew Garay. Sacoila duseniana ingår i släktet Sacoila och familjen orkidéer. Inga underarter finns listade i Catalogue of Life.